# Serie B FIAF 1988
La Serie B FIAF 1988 è stata la quarta edizione del terzo livello del campionato italiano di football americano (prima con la denominazione B); è stato organizzato dalla Federazione Italiana American Football.

## Regular season

### Classifica

#### Girone A
| Pos. | Squadra                 | %V   | G | V | N | P | PF  | PS  |
| ---- | ----------------------- | ---- | - | - | - | - | --- | --- |
| 1    | Waves Riviera dei Fiori | .875 | 8 | 5 | 0 | 3 | 138 | 106 |
| 2    | Mastini Ivrea           | .750 | 8 | 5 | 0 | 3 | 75  | 50  |
| 3    | Starfighters Ciriè      | .500 | 8 | 4 | 1 | 3 | 70  | 55  |
| 4    | Icemen Aosta            | .250 | 8 | 3 | 0 | 5 | 138 | 77  |
| 5    | Albatros Sestri Levante | .125 | 8 | 2 | 1 | 5 | 44  | 177 |

#### Girone B
| Pos. | Squadra                 | %V    | G | V | N | P | PF  | PS  |
| ---- | ----------------------- | ----- | - | - | - | - | --- | --- |
| 1    | Vipers Modena           | 1.000 | 8 | 8 | 0 | 0 | 327 | 60  |
| 2    | Wasps Vigevano          | .705  | 8 | 6 | 0 | 2 | 326 | 113 |
| 3    | Crociati Monza          | .500  | 8 | 4 | 0 | 4 | 212 | 155 |
| 4    | Minutemen Reggio Emilia | .125  | 8 | 2 | 0 | 6 | 47  | 194 |
| 5    | Beavers Cesano Maderno  | .000  | 8 | 0 | 0 | 8 | 0   | 390 |

#### Girone C
| Pos. | Squadra           | %V   | G | V | N | P | PF  | PS  |
| ---- | ----------------- | ---- | - | - | - | - | --- | --- |
| 1    | New Boys Trento   | .875 | 8 | 7 | 0 | 1 | 235 | 44  |
| 2    | Islanders Venezia | .875 | 8 | 7 | 0 | 1 | 189 | 58  |
| 3    | Zebre Udine       | .500 | 8 | 4 | 0 | 4 | 111 | 133 |
| 4    | Hammers Cantù     | .250 | 8 | 2 | 0 | 6 | 88  | 172 |
| 5    | Bengals Brescia   | .000 | 8 | 0 | 0 | 8 | 48  | 264 |

#### Girone D
| Pos. | Squadra           | %V   | G | V | N | P | PF  | PS  |
| ---- | ----------------- | ---- | - | - | - | - | --- | --- |
| 1    | Ironmen La Spezia | .813 | 6 | 6 | 0 | 0 | 156 | 20  |
| 2    | Stars Lucca       | .625 | 6 | 3 | 0 | 3 | 48  | 90  |
| 3    | Renegades Firenze | .563 | 6 | 2 | 0 | 4 | 44  | 118 |
| 4    | Trappers Cecina   | .063 | 6 | 1 | 0 | 5 | 62  | 82  |

#### Girone E
| Pos. | Squadra                   | %V   | G | V | N | P | PF  | PS  |
| ---- | ------------------------- | ---- | - | - | - | - | --- | --- |
| 1    | Crabs Pescara             | .875 | 8 | 7 | 0 | 1 | 229 | 77  |
| 2    | Grifoni Perugia           | .875 | 8 | 7 | 0 | 1 | 164 | 102 |
| 3    | Cobra Imola               | .375 | 8 | 3 | 0 | 5 | 144 | 158 |
| 4    | Brothers Macerata         | .250 | 8 | 2 | 0 | 6 | 112 | 175 |
| 5    | Cavalieri Castelli Romani | .125 | 8 | 1 | 0 | 7 | 68  | 205 |

#### Girone F
| Pos. | Squadra            | %V   | G | V | N | P | PF  | PS  |
| ---- | ------------------ | ---- | - | - | - | - | --- | --- |
| 1    | Elephants Catania  | .875 | 4 | 3 | 1 | 0 | 180 | 32  |
| 2    | Cardinals Palermo  | .625 | 4 | 2 | 1 | 1 | 98  | 34  |
| 3    | Blackstars Palermo | .000 | 4 | 0 | 0 | 4 | 30  | 242 |

## Verdetti
- Crabs Pescara, Grifoni Perugia, Mastini Ivrea, Vipers Modena promossi in serie A2.